# Hermann Schaufler

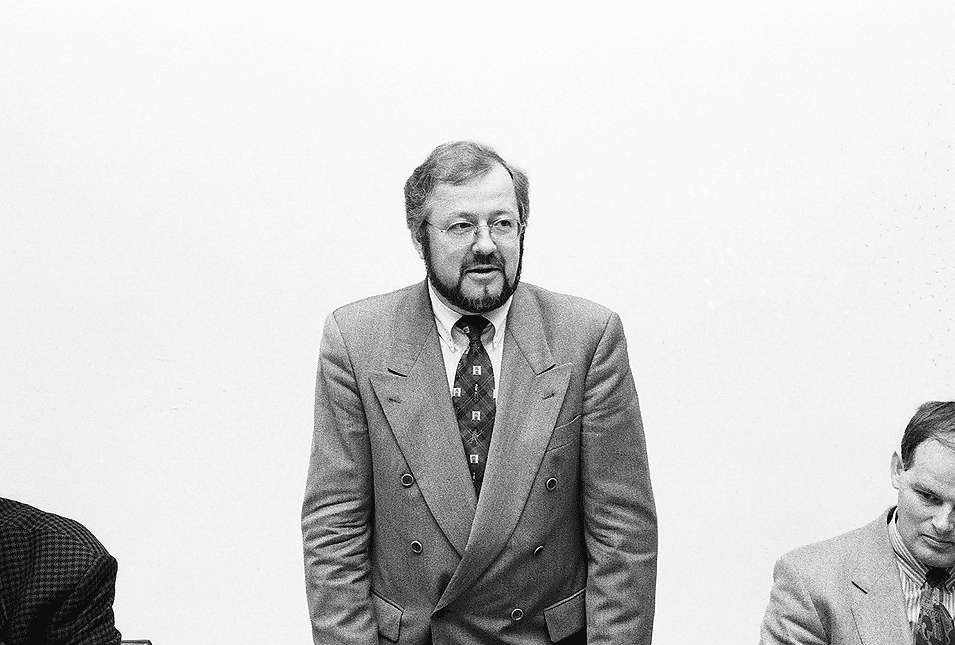
Hermann Schaufler, 1995

Hermann Schaufler (* 7. Juli 1947 in Tübingen; † 1. September 2022) war ein deutscher Politiker (CDU) und Jurist. Er war in Baden-Württemberg Wirtschaftsminister (1989–1992) und Verkehrsminister (1992–1998), ab 1996 zusätzlich auch Umweltminister.

## Leben
Hermann Schaufler wuchs in Bieringen und Pfullingen als eines von fünf Kindern auf. Sein Vater starb früh an den Folgen des Krieges.
In Pfullingen besuchte er das Gymnasium, wechselte dann auf das Wirtschaftsgymnasium Reutlingen, an dem er auch sein Abitur machte. Anschließend studierte er Jura und Wirtschaftswissenschaft an der Eberhard Karls Universität Tübingen. 1973 bzw. 1976 legte er die beiden juristischen Staatsexamina ab. Danach war Schaufler als Rechtsanwalt in Reutlingen tätig und Lehrbeauftragter an der dortigen Fachhochschule für Technik und Wirtschaft.
Hermann Schaufler war mit einer Richterin verheiratet und hatte drei Kinder. Er starb am 1. September 2022 im Alter von 75 Jahren.

## Politik
Politisch engagierte sich Schaufler ab 1963 in der Jungen Union und trat 1965 in die CDU ein. Für den Ring Christlich-Demokratischer Studenten (RCDS) saß er in Tübingen im Großen Senat der Universität. Von 1975 bis 1981 war er für die CDU Mitglied des Gemeinderats der Stadt Reutlingen. Dem Kreistag des Landkreises Reutlingen gehörte er von 1979 bis 1988 an. Von 1997 bis 2000 war er in der Nachfolge von Dietmar Schlee Vorsitzender des CDU-Bezirksverbandes Württemberg-Hohenzollern.
1980 zog er als Abgeordneter in den Landtag von Baden-Württemberg ein, dem er bis 2001 angehörte. Nach den Landtagswahlen 1988 holte ihn Ministerpräsident Lothar Späth in sein Kabinett als Staatssekretär im Ministerium für Wirtschaft, Mittelstand und Technologie. 1989 übernahm er von Martin Herzog das Amt des Wirtschaftsministers, das er auch unter Ministerpräsident Erwin Teufel zunächst fortführte. Unbeschadet überstand er eine Affäre, in die er 1991 verwickelt wurde. Schaufler wurde dabei vorgeworfen, sich als Beschützer eines zwielichtigen Kasinobetreibers betätigt zu haben, was letztlich aber nicht bewiesen werden konnte.
1992 kam es in Baden-Württemberg zur Bildung einer Großen Koalition, in der Schaufler von Thomas Schäuble das Amt des Verkehrsministers übernahm. Nach dessen Eingliederung in das Umweltministerium 1996 führte Schaufler das nunmehrige Doppelministerium weiter, wobei einige Bereiche des Umweltministeriums seinerzeit dem Landwirtschaftsministerium zugeordnet wurden.
Am 14. Oktober 1998 sah sich Schaufler gezwungen, Ministerposten und Parteiämter sowie seine Ehrenämter und Aufsichtsratsmandate niederzulegen. In seiner Funktion als Aufsichtsratsvorsitzender der landeseigenen Südwestdeutschen Verkehrs AG (SWEG) hatte er in den Jahren 1995 (20.000 DM), 1996 (10.000 DM) und 1997 (15.000 DM) Gelder zu Gunsten des damals finanziell angeschlagenen Fußballvereins SSV Reutlingen 05 zweckentfremdet und damit gegen das geltende Aktiengesetz verstoßen. Am 29. Dezember 2000 wurde er deswegen vom Landgericht Offenburg zu je einer Geldstrafe verurteilt; das Urteil hatte am 6. Dezember 2001 vor dem Bundesgerichtshof Bestand.

## Sonstiges
Schaufler war Mitglied der katholischen Studentenverbindungen AV Guestfalia Tübingen, K.D.St.V. Carolingia Hohenheim und der K.D.St.V. Chursachsen Dresden, alle im CV. Außerdem war Schaufler Mitglied der Achalmritterschaft Reutlingen.